# Borràs (masia de Riner)
Borràs és una mas del municipi de Riner, a la comarca catalana del Solsonès. Les últimes generacions encara porten el cognom Borràs com la Masia. D'aquesta Masia i Mas han sortit generacions i generacions de Borràs i Tristany. Dues famílies que han marxat en paral·lel a la zona del Miracle/ Riner/Pinós. La Masia està envoltada d'una propietat que segueix l'anomenada "rasa de Borràs". Les Masies veïnes son El Soler, La Serra entre d'altres. És una exemple de Masies i famílies que han continuat els seus llinatges des de la reconquesta. Van participar activament a les guerres medievals, més endavant a les carlines i també van viure la guerra civil del 1936. Son exemples de com vivia la gent al camp. Aquesta masia la de Borràs fins fa unes dècades encara tenia una font de toll en la que brollava l' aigua del terra i es podia veure amb les pròpies mans o amb un vas recollint-la directament del toll, o bé posar-hi el canti. Els que hi vivien l'anomenaven font de toll (en castellà "manantial").